# Balistoides conspicillum
Balistoides conspicillum és un peix teleosti de la família dels balístids i de l'ordre dels tetraodontiformes.
Pot arribar als 50 cm de llargària total.
Es troba des de les costes de l'Àfrica oriental fins a Durban (Sud-àfrica), Indonèsia, Samoa, sud del Japó i Nova Caledònia.